# Свети Евстатий (Статица)
Вижте пояснителната страница за други значения на Свети Евстатий.
„Свети Евстатий“ (на гръцки: Αγίου Ευσταθίου) е православна църква в костурското село Статица (Мелас), Егейска Македония, Гърция. Храмът е част от Костурската епархия.
Църквата е гробищен и енорийски храм, разположен в южната част на селото. Изградена е в XIX век. В архитектурно отношение е типичната за епохата трикорабна базилика.